# 城关区 (拉萨市)
城关区（藏語：ཁྲིན་ཀོན་ཆུས།，威利转写：khrin kon chus，藏语拼音：Chingoinqü）是西藏自治区拉萨市的主要市辖区之一，区人民政府驻林廓东路38号。是拉萨市人民政府驻地。

## 景点
布达拉宫、罗布林卡、大昭寺、仓姑寺、色拉寺、哲蚌寺、八廓街、拉萨河。

## 行政区划
城关区下辖12个街道办事处：
八廓街道、吉日街道、吉崩岗街道、扎细街道、公德林街道、嘎玛贡桑街道、两岛街道、金珠西路街道、蔡公堂街道、夺底街道、娘热街道和纳金街道。

## 人口
根据第七次人口普查数据，截至2020年11月1日零时，城关区常住人口为473586人。

## 交通
- 雅叶高速、 318国道过境。
- 青藏公路（ 109国道）终点。

## 节庆
藏历新年、牛王会、传昭大法会、酥油花灯节、萨噶达瓦节、沐浴节、雪顿节、赛马节、望果节。